# جوناس (مجموعه تلویزیونی)
جوناس اولین سری سریال شبکه دیزنی است که توسط توسط مایکل کورتیز و راجر اس. ه. شوالمن، با بازی برادران جوناس ساخته شده‌است. این مجموعه در ماه مه ۲، ۲۰۰۹ در شبکه دیزنی پخش شد و در تاریخ ۲۵ آوریل ۲۰۰۹ به صورت توزیع در شبکه‌های خانگی عرضه شد.

## موضوع
مفهوم اصلی سریال تلویزیونی دربارهٔ گروه‌هایی بود که کنسرت‌ها را به عنوان پوشش برای کار کردن به عنوان عوامل مخفی دولت برای نجات جهان و تحت عنوان جوناس (مخفف "Junior Operatives Networking as Spies") ایستاده بود.